# Elizabeth McBride
Pour les articles homonymes, voir McBride.
Elizabeth McBride (née le 17 mai 1955 à Shreveport et morte le 16 juin 1997 à Santa Fe) est une costumière américaine.
Elle a été notamment nommée pour l'Oscar de la meilleure création de costumes pour le film Miss Daisy et son chauffeur (1989) à la 62e cérémonie des Oscars.

## Filmographie notable
- Les Évadés (1994)
- Made in America (1993)
- Beignets de tomates vertes (1991)
- Thelma et Louise (1991)
- Miss Daisy et son chauffeur (1989)
- Tendre Bonheur (1983)